# Pseudocoremia bistonaria
Pseudocoremia bistonaria är en fjärilsart som beskrevs av Hudson 1951. Pseudocoremia bistonaria ingår i släktet Pseudocoremia och familjen mätare. Inga underarter finns listade i Catalogue of Life.